# سلمة (اسم)
سلمة هو اسم علم مذكر من أصل عربي، ومعناه هو جنس من الشجر الشائك جمعه السلم يستخدم في الدباغة؛ يقولون سلم الجلد دبغه بالسلم.

## الأصل اللغوي
السَّلَم: (الاسْتِسْلَام) والاستِخْذَاء والانْقِياد، وَمِنْه قوله تعالى ﴿إِلَّا الَّذِينَ يَصِلُونَ إِلَى قَوْمٍ بَيْنَكُمْ وَبَيْنَهُمْ مِيثَاقٌ أَوْ جَاءُوكُمْ حَصِرَتْ صُدُورُهُمْ أَنْ يُقَاتِلُوكُمْ أَوْ يُقَاتِلُوا قَوْمَهُمْ وَلَوْ شَاءَ اللَّهُ لَسَلَّطَهُمْ عَلَيْكُمْ فَلَقَاتَلُوكُمْ فَإِنِ اعْتَزَلُوكُمْ فَلَمْ يُقَاتِلُوكُمْ وَأَلْقَوْا إِلَيْكُمُ السَّلَمَ فَمَا جَعَلَ اللَّهُ لَكُمْ عَلَيْهِمْ سَبِيلًا ۝٩٠﴾ [النساء:90] أَي: الانْقِياد، وَهُوَ مصدر يَقَع على الواحِد والاثْنَيْن والجَمْع. (و) فِي حَدِيث جَرِير: " بَين سَلَم وأَراك "
والسلم شَجَرٌ مِنَ العِضاه وَوَرَقُهَا القَرَظ الَّذِي يُدْبَغُ بِهِ الأَديمُ، وَبِهِ سُمِّيَ الرَّجُلُ سَلْمَةَ، وَيُجْمَعُ عَلَى سَلَماتٍ. وَفِي حَدِيثِ ابْنِ عُمَرَ: أَنه كَانَ يُصَلِّي عِنْدَ سَلَماتٍ فِي طَرِيقِ مَكَّةَ، قَالَ: وَيَجُوزُ أَن يَكُونَ بِكَسْرِ اللَّامِ جَمْعَ سَلِمَةٍ، وَهِيَ الْحَجَرُ. أَبو عَمْرٍو: السَّلامُ ضَرْبٌ مِنَ الشَّجَرِ، الْوَاحِدَةُ سَلامَةٌ، والسَّلامُ والسِّلامُ أَيضاً: شَجَرٌ، قَالَ بِشْرٌ: تَعَرُّضَ جَأْبَةِ المِدْرى خَذُولٍ ... بِصاحَةَ، فِي أَسِرَّتهِا السِّلام، وَوَاحِدَتُهُ سِلامَةٌ. وأَرض مَسْلوماءُ: كَثِيرَةُ السَّلَمِ. وأَدِيم مَسْلومٌ: مَدْبُوغٌ بالسَّلَمِ. وَالْجِلْدُ المَسْلومُ: الْمَدْبُوغُ بالسَّلَمِ. شَمِرٌ: السَّلَمَةُ شَجَرَةٌ ذَاتَ شَوْكٍ يُدْبَغُ بِوَرَقِهَا وَقِشْرِهَا، وَيُسَمَّى وَرَقُهَا القَرَظَ، لَهَا زَهْرَةٌ صَفْرَاءُ فِيهَا حَبَّةٌ خَضْرَاءُ طَيِّبَةُ الرِّيحِ تُؤْكَلُ فِي الشِّتَاءِ، وَهِيَ فِي الصَّيْفِ تَخْضَرُّ، وَقَالَ:
كُلِي سَلَم الجَرْداءِ فِي كُلِّ صَيْفَةٍ، ... فإِن سأَلوني عَنْكِ كلَّ غَرِيمِ
إِذا مَا نَجا مِنْهَا غَرِيمٌ بِخَيْبَةٍ، ... أَتى مَعِكٌ بالدَّيْنِ غيرُ سَؤومِ
الْجَرْدَاءُ بَلَدٌ دُونَ الفَلْجِ بِبِلَادِ بَنِي جَعْدَةَ، وإِذا دُبغَ الأَدِيمُ بورَقِ السَّلَمِ فَهُوَ مَقْروظٌ، وإِذا دُبِغَ بِقِشْرِ السَّلَمِ فَهُوَ مَسْلومٌ، وَقَالَ:
إِنَّكَ لَنْ تَرْوِيَها، فاذهَبْ ونَمْ، ... إِن لَهَا رَيّاً كمِعْصالِ السَّلَمْ
والسَّلَمة: شَجَرَة ذَات شوك يدبغ بورقها وقشرها، وَيُسمى وَرقهَا القَرَظ، لَهَا زهرَة صفراء فِيهَا حَبَّة خضراء طيبَة الرّيح تُؤْكَل فِي الشتَاء، وَهِي فِي الصَّيف تخضر.

## شخصيات تحمل الاسم
- سلمة بن أبي سلمة (ربيب النبي محمد، وأكبر أبناء أم سلمة زوجة النبي من زوجها الأول أبي سلمة بن عبد الأسد)
- سلمة بن أسلم بن حريس
- سلمة بن الأكوع
- سلمة بن الخرشب الأنماري
- سلمة بن دينار
- سلمة بن سلامة بن وقش
- سلمة بن شبيب
- سلمة بن كهيل (تابعي كوفي، وأحد رواة الحديث النبوي)
- سلمة بن هشام
- سلمة بن وردان (راوي حديث نبوي من الضعفاء)

## وصلات خارجية
- موسوعة السلطان قابوس لأسماء العرب نسخة محفوظة 5 أبريل 2019 على موقع واي باك مشين.